# Calamotropha agryppina
Calamotropha agryppina là một loài bướm đêm trong họ Crambidae.